# Исторический архив Кёльна

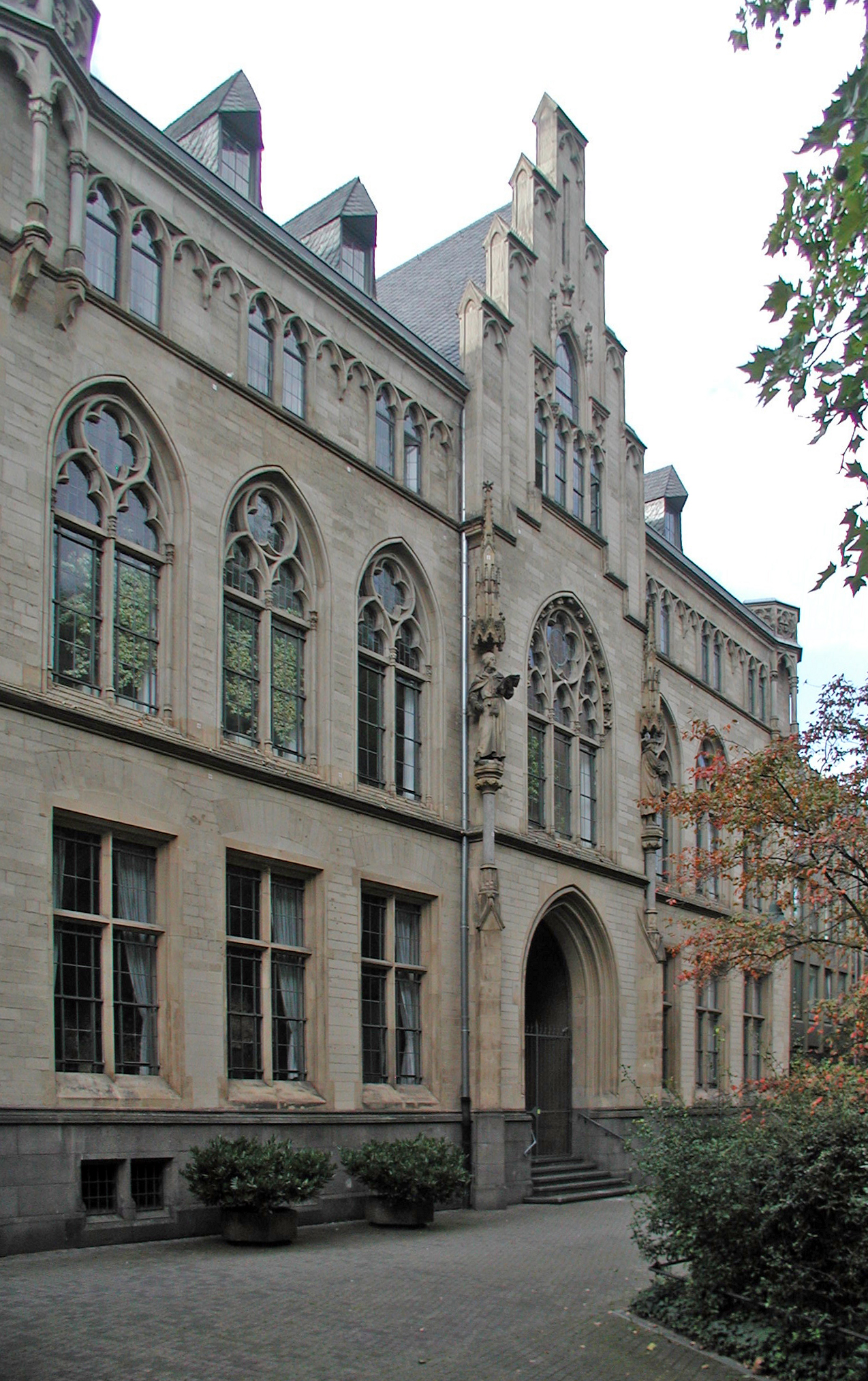

Исторический архив города Кёльна (нем. Historisches Archiv der Stadt Köln) — городской архив Кёльна, один из крупнейших и богатейших городских архивов Европы.
3 марта 2009 года Кёльнский архив со всеми фондами и читальным залом провалился под землю вследствие небрежного ведения строительных работ по прокладке подземного трамвайного маршрута, который должен был пройти под архивным помещением.
Директор архива с 2005 года — историк Беттина Шмидт-Чайя (Bettina Schmidt-Czaia).

## История
Архивные документы начали собирать в Кёльне ещё во времена Средневековья, и ещё в 1406 году городской совет принял решение «Concordatum anno 1406 quo supra feria quinta post assumptionis beate Marie» о строительстве башни рядом с городской ратушей, в которой, среди прочего, должны были храниться важные документы: городские грамоты, привилегии, векселя. Башня была построена в 1407—1414 годах, Позднеготическая ратушная башня в нидерландском стиле высотой 61 метр сохранилась и сегодня.
В конце XIX века в бывшем Гереонском монастыре было построено репрезентативное помещение в стиле неоготики. Архив вместе с городской библиотекой переехал в новое помещение в декабре 1897 года. Здесь городской архив находился с 1897 до 1971 года. В 1945 году помещение архива было повреждено в результате бомбовых ударов по городу, но документы при этом не пострадали.
В 1971 году на улице Святого Северина 222—228 было открыто новое архивное помещение с современным оборудованием и читальным залом для посетителей.

## Катастрофа
В 2006 году в Кёльне началось строительство новой подземной трассы трамвая «Север-Юг». Туннель должен пройти под улицей Святого Северина. Уже в 2007—2008 годах на этом участке были инциденты, связанные с прорывом труб водопровода. В феврале 2009 года было зарегистрировано опущение здания архива за сутки на 7 миллиметров.
3 марта 2009 года шестиэтажное помещение архива вместе со многими фондами и читальным залом провалилось под землю. За несколько минут до катастрофы строители заметили в тоннеле большое количество воды и срочно предупредили об опасности работников архива и посетителей, поэтому все они спаслись. Погибли 2 человека, находившиеся в соседнем с архивом доме, который также провалился под землю. Общие убытки были оценены в 700 миллионов евро.
До 21 июля 2009 года удалось добыть 90 % архивных материалов, многие из которых были в плачевном состоянии. До августа 2009 года удалось поднять из завала 95 % документов.
В районной ратуше Дойц (Кёльн) в июне 2009 года был организован временный читальный зал. В 2011 году в бывшем мебельном складе в районе Кёльн-Порц был оборудован центр оцифровки и реставрации. По оценкам специалистов, 200 реставраторов должны работать на протяжении 30 лет, чтобы отреставрировать документы, которые ещё можно спасти.
В 2009 году было принято решение о строительстве нового архивного помещения в Кёльнском районе Нойштадт-Юг.

## Фонды
Особенностью фондов Кёльнского архива является наличие очень большого массива документов до 1814 года.
В архиве хранилось:
- 65 000 грамот (старые — с 922 года),
- 26 километров полок с документами,
- 104 000 карт и 50 000 плакатов,
- 818 частных архивов и коллекций.

### Основные коллекции
- Средневековые раки, в которых хранились не только мощи святых, но и важные грамоты и книги с документами (Schreinsbücher).
- Протокольный архив Ганзейского союза из города Брюгге (1594).
- Библиотека городского совета (с 1602 года в архиве) — преимущественно юридическая литература.
- Коллекция Франца Вальрафа. Меценат и учёный Фердинанд Франц Вальраф за жизнь собрал огромную коллекцию произведений искусства, книг, рукописей и исторических документов. Коллекция стала основой Музея Вальрафа-Рихарца, городской и университетской библиотеки. В архив поступила большая коллекция рукописей, старейшая из которых датируется X веком.
- Генеалогическая коллекция Антона фане.
- Монастырские архивы (19 000 старинных грамот).
- Частные архивы выдающихся людей: Фердинанд Франц Вальраф, Эрнст Фридрих Цвирнер, Ганс Майер, Рене Кениг, Жак Оффенбах, Освальд Матиас Унгер, Генрих Белль и другие.

## Архив в литературе
Нобелевский лауреат в области литературы Эльфрида Елинек подняла тему разрушения здания Кёльнского архива в пьесе «Das Werk / Im Bus / Ein Sturz», поставленной в 2011 году в кёльнском театре Schauspiel Köln.